# EXPAL BR 82
EXPAL BR 82 – hiszpańska bomba odłamkowo-burząca wagomiaru 500 funtów. Odpowiednik amerykańskiej bomby Mark 82.